# Melzeria horni
Melzeria horni är en insektsart som beskrevs av Green 1930. Melzeria horni ingår i släktet Melzeria och familjen filtsköldlöss. Inga underarter finns listade i Catalogue of Life.